# Cheilopogon spilonotopterus
Cheilopogon spilonotopterus är en fiskart som först beskrevs av Bleeker, 1865.  Cheilopogon spilonotopterus ingår i släktet Cheilopogon och familjen Exocoetidae. Inga underarter finns listade i Catalogue of Life.